# Nikola Marinovic
Nikola Marinovic (serbisch-kyrillisch Никола Мариновић; * 29. August 1976 in Belgrad, SR Serbien, SFR Jugoslawien) ist ein aus Jugoslawien stammender ehemaliger Handballtorwart, der seit 2004 auch die österreichische Staatsbürgerschaft besitzt.

## Karriere
Der gebürtige Belgrader begann seine aktive Karriere 1996 bei RK Roter Stern Belgrad. Nach fünf Jahren in seiner Heimatstadt wechselte er zu RK Lovćen Cetinje, wo er ein Jahr blieb. 2002 verließ er Jugoslawien und ging nach Österreich zur SG Handball West Wien und von dort nach drei Jahren zum österreichischen Spitzenverein A1 Bregenz. 2004 wurde er eingebürgert. In der Saison 2006/07 wurde Marinovic in Österreich zum Handballer des Jahres gewählt.
Zur Saison 2009/10 wechselte Marinovic in die Handball-Bundesliga zum HBW Balingen-Weilstetten, von dort ging er 2011 zur HSG Wetzlar. Seit der Saison 2013/14 hütet er das Tor von Frisch Auf Göppingen. Im Sommer 2015 wechselte er zum Schweizer Erstligisten Kadetten Schaffhausen. Zur Saison 2018/19 wechselte er zu GC Amicitia Zürich. Im September 2018 wurde er bis zum Jahresende 2018 an den deutschen Erstligisten HSG Wetzlar ausgeliehen. Im Januar 2022 wurde Marinovic für den Rest der Saison 2021/22 an den Schweizer Zweitligisten HSC Kreuzlingen ausgeliehen. In der Saison 2022/23 gehörte er fest dem Kader vom HSC Kreuzlingen an. Anschließend beendete er seine Karriere.
Für die Nationalmannschaft der Bundesrepublik Jugoslawien kam er zu mindestens zwei Einsätzen. Er bestritt 169 Länderspiele für die österreichische Nationalmannschaft. 2014 nahm er an der Europameisterschaft teil.
Marinovic leitet seit September 2022 das Torwarttraining der österreichischen Nationalmannschaft. Zwischen 2023 und 2025 war er als zusätzlich Co- und Torwarttrainer beim HSC Kreuzlingen tätig. Ab der Saison 2025/26 wird er die Torhüter des HBW Balingen-Weilstetten betreuen.

## Persönliches
Sein Bruder Luka Marinovic spielte ebenfalls Handball.

## Erfolge
- 2 × Jugoslawischer Meister (mit Roter Stern Belgrad)
- 1 × jugoslawischer Pokalsieger (mit Lovćen)
- 4 × Österreichischer Meister (mit A1 Bregenz)
- 1 × österreichischer Pokalsieger (mit A1 Bregenz)
- 1 × HLA „Handballer des Jahres“ (2006/07)
- 2 × Schweizer Meister (mit Kadetten Schaffhausen)
- 1 × Schweizer Cupsieger (mit Kadetten Schaffhausen)
- 3 × Schweizer Supercupsieger (mit Kadetten Schaffhausen)